# Jonathan Mensah
Jonathan Mensah (Acra, 13 de julho de 1990) é um futebolista ganês que atua como zagueiro. Atualmente, joga pelo Columbus Crew.

## Carreira

### Ashanti Gold e Free State Stars
Jonah foi revelado pelo Ashanti Gold, um dos principais times de futebol de seu país.
Logo despertou o interesse do futebol sul-africano, sendo contratado pelo Free State Stars.

### Udinese
Como a maioria dos atletas de sua idade, Jonah tinha em mente jogar em uma equipe europeia. O destino escolhido foi a Itália, sendo contratado pela Udinese, mas ele não disputou nenhum jogo pelo time friulano.

### Granada
Sem chances na Udinese, Jonathan Mensah acabou sendo emprestado ao pequeno Granada, que atua na segunda divisão espanhola, onde também teve poucas oportunidades.

### Seleção Ganesa
Pela seleção nacional, se destacou no Mundial Sub-20 2009, torneio onde sua seleção se sagrou campeã e Jonathan Mensah foi um dos destaques da defesa dos Black Stars.
Menos de um ano após o Mundial, Jonah estreou pela seleção principal e foi convocado para defender seu país na Copa do Mundo de 2010, tendo disputado a partida contra a Austrália, visto que seu xará John Mensah não foi relacionado por causa de lesão.fez parte do elenco da Seleção Ganesa de Futebol na Campeonato Africano das Nações de 2017.

## Títulos
Seleção Ganesa
- Mundial Sub-20: 2009
- Campeonato Africano das Nações: 2015 2º Lugar.